# نیژنی لهوتی
نیژنی لهوتی (به چکی: Nižní Lhoty) یک منطقهٔ مسکونی در جمهوری چک است که در ناحیه فریدک-میستک واقع شده‌است. نیژنی لهوتی ۳٫۷۷ کیلومتر مربع مساحت و ۲۶۲ نفر جمعیت دارد و ۳۵۹ متر بالاتر از سطح دریا واقع شده است